# Katja (manzana)
Katja es una  variedad cultivar de manzano (Malus domestica).
Criado en 1947 en el "Balsgard Fruit Breeding Institute", Suecia. Fue introducido en cultivos en 1966. Las frutas son crujientes y jugosas con un sabor agradable.

## Sinónimos
- "Katy",
- "Katia",
- "Katie",
- "Katje".

## Historia
'Katja' es una variedad de manzana, obtención del "Balsgard Fruit Breeding Institute", Suecia. Fue introducida al cultivo en 1966.
'Katja' se cultiva en la National Fruit Collection con el número de accesión: 1968 - 035 y nombre de accesión: Katja.

## Características
'Katja' tiene un tiempo de floración que comienza a partir del 7 de mayo con el 10% de floración, para el 12 de mayo tiene una floración completa (80%), y para el 21 de mayo tiene un 90% de caída de pétalos.
'Katja' tiene una talla de fruto medio; forma globosa cónica; nervaduras medio débil, corona débil; epidermis con color de fondo amarillo blanquecino, con sobre color hay un lavado rojo, con una cantidad de color superior medio-alto, con sobre patrón de color rayado / color sólido, "russeting" (pardeamiento áspero superficial que presentan algunas variedades) bajo, la piel desarrolla una sensación grasa en la madurez; textura de la pulpa fina ligeramente crujiente y color de la pulpa crema; sabor dulce, jugoso; buen equilibrio ácido; un sutil aroma y sabor a fresa.
Su tiempo de recogida de cosecha se inicia a principios de septiembre. Se usa como manzana de mesa, y para la cocina.

## Ploidismo
Diploide. Auto estéril, para los cultivos necesitan un polinizador compatible del grupo de polinización: C.